# HMS Honeysuckle (K27)
HMS Honeysuckle (K27) je bila korveta razreda flower Kraljeve vojne mornarice, ki je bila operativna med drugo svetovno vojno.

## Zgodovina
Ladjo so prodali leta 1950 in jo nato še novembra istega leta razrezali v Graysu.